# Johanna Auer
Johanna Auer (* 8. Oktober 1950 in Rust, Burgenland) ist eine österreichische Politikerin (SPÖ).

## Leben
Johanna Auer besuchte zunächst Volks- und Hauptschule in Rust, ehe sie von 1965 bis 1966 ein Jahr das evangelische musisch-pädagogische Realgymnasium in Oberschützen absolvierte. 1966 wechselte sie an die Handelsschule in Eisenstadt, an welchem sie 1968 ihren Abschluss erlangte. Kurz danach fand sie Arbeit als Büroangestellte bei der Staatsanwaltschaft in Eisenstadt.
Johanna Auer ist seit den frühen 1970er Jahren in der Sozialdemokratischen Partei und da speziell in der Ortsgruppe von Neufeld an der Leitha tätig. Später stieg sie bis zur stellvertretenden Frauenvorsitzenden für den Bezirk Eisenstadt-Umgebung auf. 1992 zog sie als Abgeordnete ihrer Partei in den Gemeinderat von Neufeld an der Leitha ein, welchem sie zehn Jahre lang bis 2002 angehörte. 2002 wurde sie zur Sozialstadträtin und Vizebürgermeisterin ihrer Heimatgemeinde gewählt.
Im Dezember 2000 zog sie als Mitglied des Bundesrats nach Wien. Der Länderkammer gehörte sie danach bis Oktober 2005 an. 